# Neu Wulmstorf

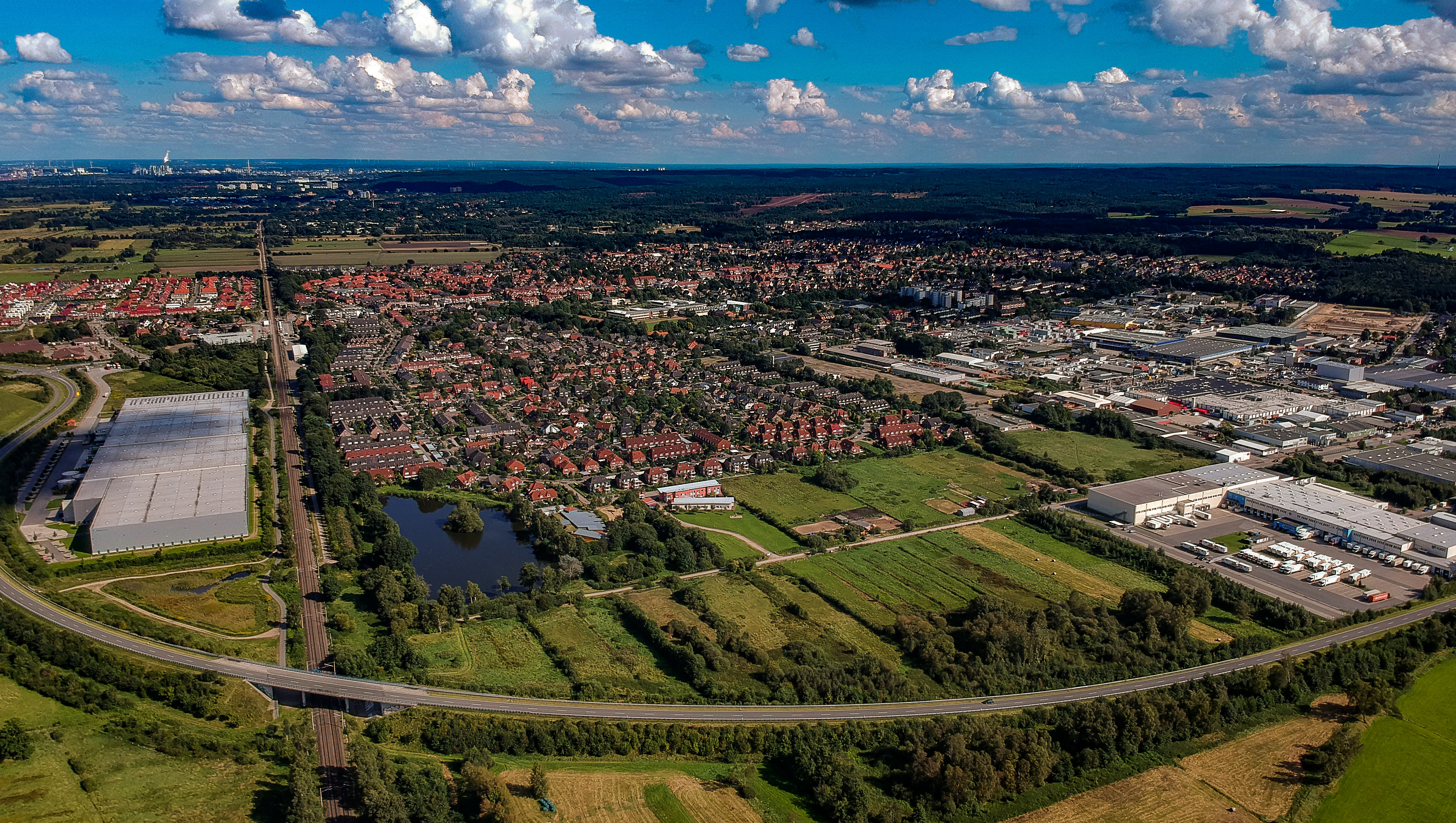
Neu Wulmstorf von Westen hinter der B3n. Im Hintergrund die Harburger Berge mit der Fischbeker Heide (2017).

Neu Wulmstorf (ⓘ; plattdeutsch Vosshusen) (bis Dezember 1964 Wulmstorf benannt) ist eine Einheitsgemeinde im Landkreis Harburg in Niedersachsen. Neu Wulmstorf ist nach dem niedersächsischen Raumordnungsprogramm ein Grundzentrum mit mittelzentralen Teilstrukturen.

## Geografie

### Geografische Lage
Neu Wulmstorf erstreckt sich zwischen Hamburg im Osten, dem Alten Land im Norden, den Harburger Bergen im Südosten, Buchholz in der Nordheide und der Geest mit Buxtehude im Westen. Naturräumlich verteilt sich das Gemeindegebiet Neu Wulmstorfs auf die Stader Geest, die Lüneburger Heide und die Elbmarschen. Genauer liegen die Gebiete nördlich des Grenzwegs und Rübke in den Harburger Elbmarschen, der östliche Teil ab der Kreuzung Bahnhofstraße/B73, Bassental und Rade in der Hohen Heide und die westlichen Gebiete ab Wulmstorf, Schwiederstorf und Ohlenbüttel in der Zevener Geest.
Neu Wulmstorf liegt in der Metropolregion Hamburg. Der Höhenunterschied erstreckt sich hauptsächlich in Nord-Süd-Richtung von −0,5 m bis 111,9 m NN. Die Ortsteile Neu Wulmstorf, Rübke, Daerstorf und Wulmstorf sind an das Hamburger Telefonnetz angeschlossen.

### Ausdehnung des Gemeindegebiets

Gemeindeteile Neu Wulmstorfs

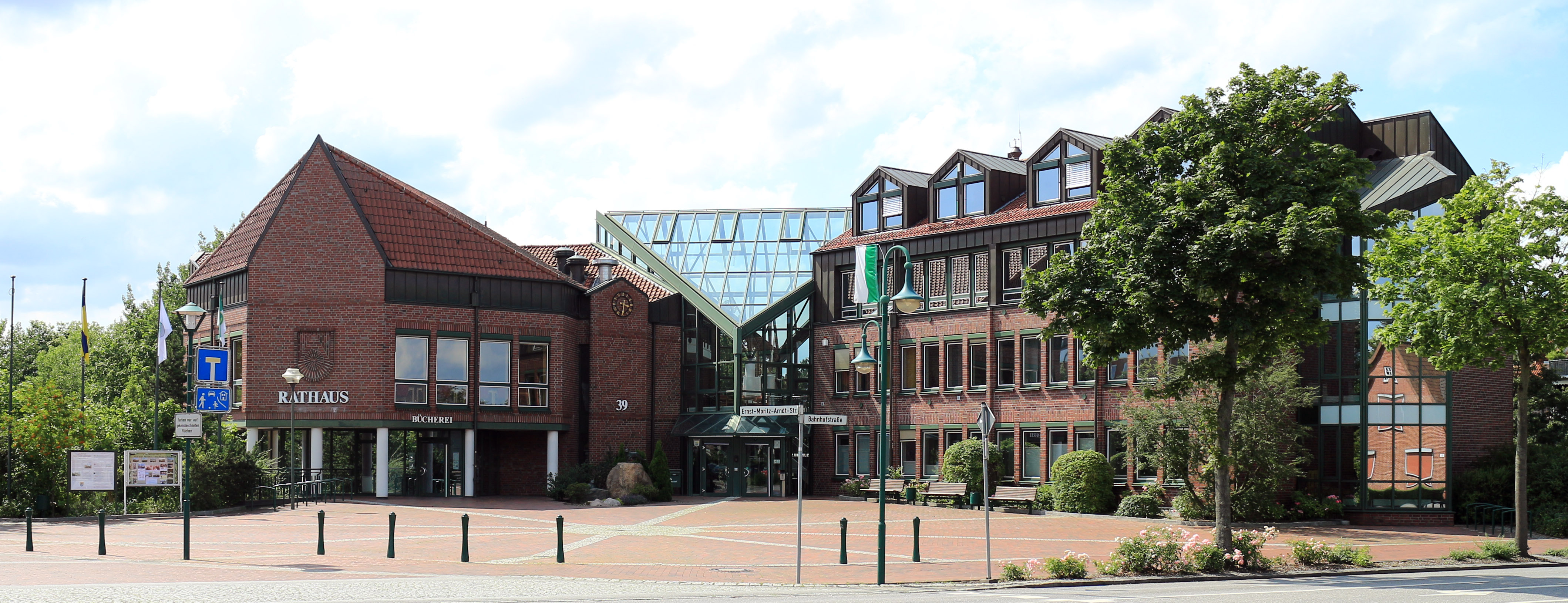
Rathaus Neu Wulmstorf

Nördlichster Gemeindeteil ist Rübke, das im Moorgürtel des Alten Landes liegt und von Obstbau geprägt ist. Vom Bahnhof bis über die Bundesstraße 73 auf den Geesthang erstrecken sich die ausgedehnten Wohngebiete von Neu Wulmstorf, dem Zentrum der Gemeinde. Dort befinden sich das Rathaus und die weiterführenden Schulen (Gymnasium, Oberschule). Im Westen befindet sich die Ortsumgehung B3n. Im Süden liegen die Ortsteile Wulmstorf, Daerstorf, Elstorf mit Ardestorf und Elstorf-Bachheide, Schwiederstorf und Rade mit Mienenbüttel und Ohlenbüttel.

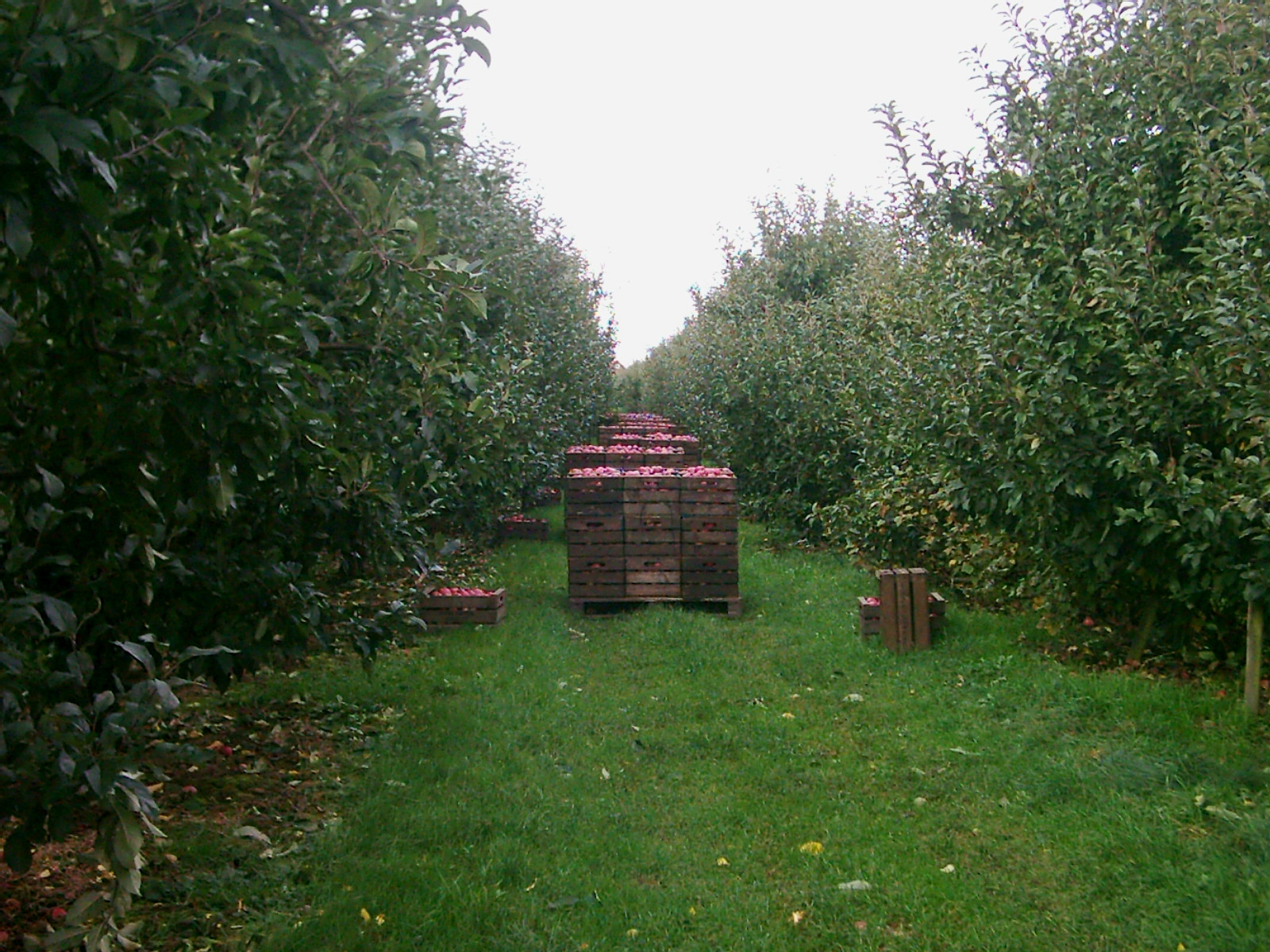
Apfelernte in Rübke

Die Gemeindeteile der Einheitsgemeinde Neu Wulmstorf sind:
- Neu Wulmstorf bestehend aus
  - Neu Wulmstorf
  - Wulmstorf
  - Daerstorf
- Ortschaft Elstorf bestehend aus
  - Elstorf
  - Ardestorf
  - Elstorf-Bachheide
- Ortschaft Rade bestehend aus
  - Rade
  - Mienenbüttel
  - Ohlenbüttel
- Ortschaft Rübke
- Ortschaft Schwiederstorf

### Versorgungszentren
Die nächstgelegenen Versorgungszentren sind nach dem niedersächsischen Landes-Raumordnungsprogramm:

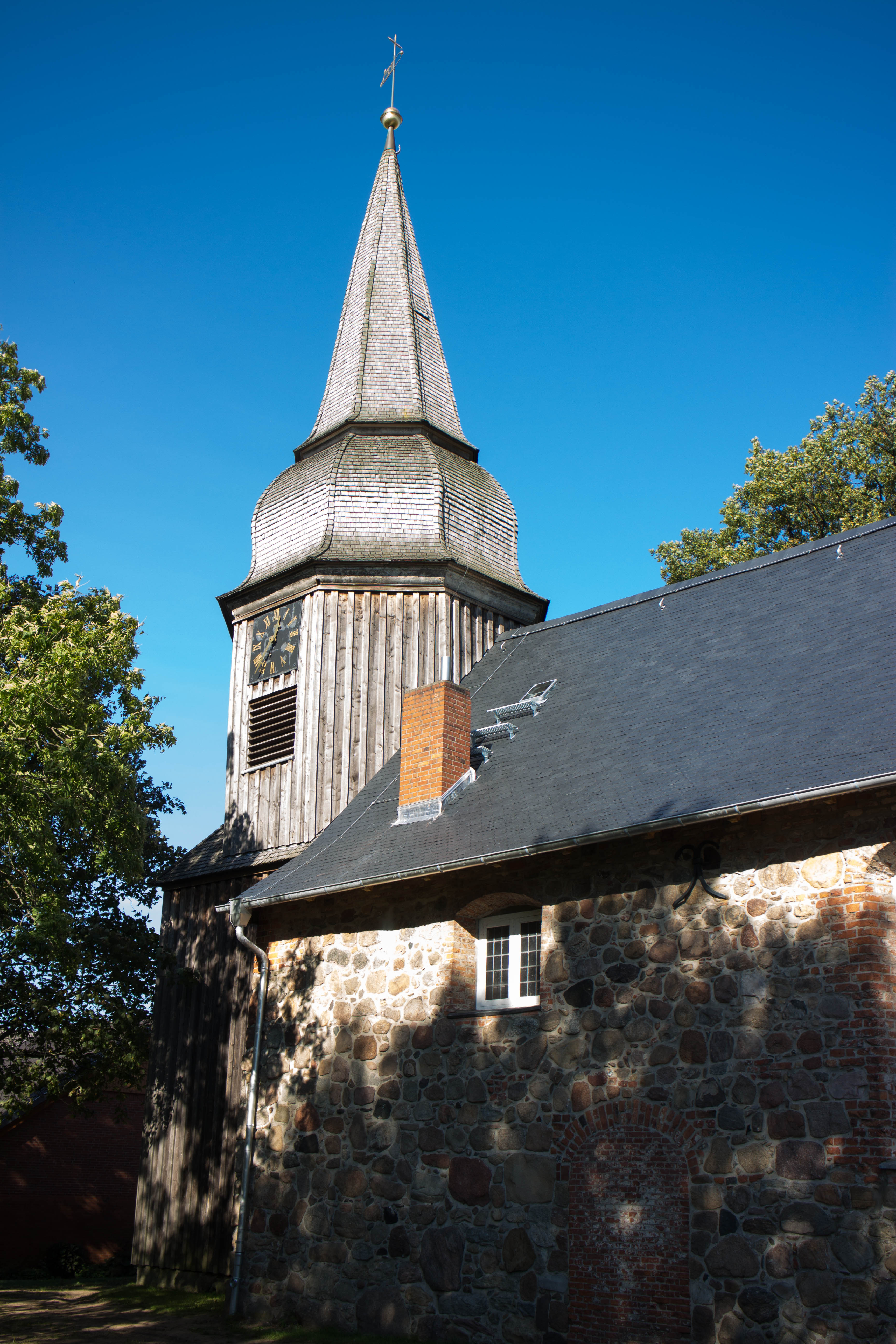
Kirchturm Nicolaikirche Elstorf

- Unterzentren:
  - Neu Wulmstorf
  - Nenndorf
  - Hollenstedt
- Mittelzentren:
  - Hamburg-Neugraben-Fischbek
  - Buxtehude
  - Buchholz in der Nordheide
- Oberzentren:
  - Hamburg-Harburg
  - Lüneburg

## Geschichte

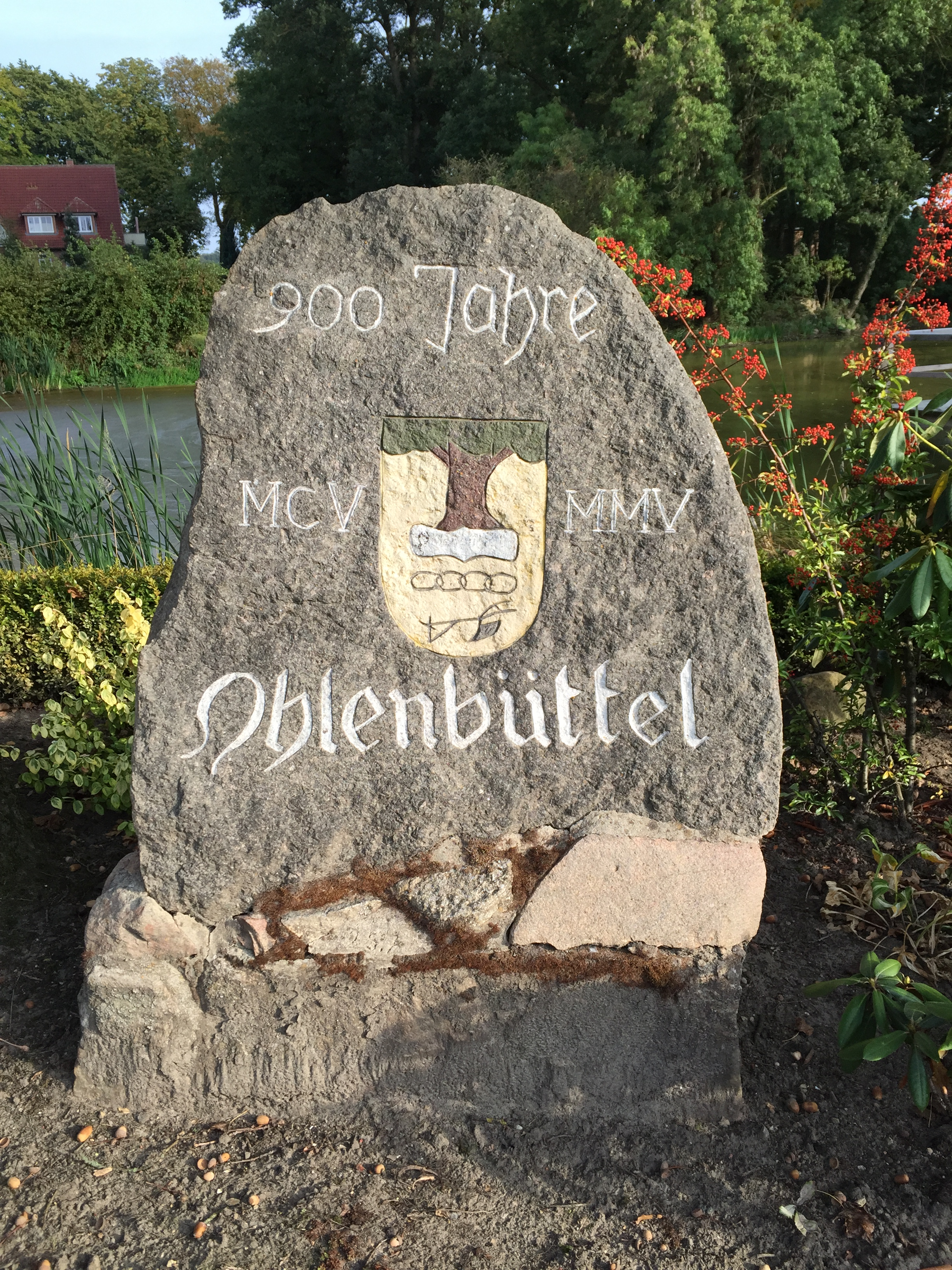
Gedenkstein 900 Jahre Ohlenbüttel

Im Geestgebiet der Gemeinde existieren einige prähistorische Hügelgräber. Daneben deuten weitere Ausgrabungen und Funde auf eine erste Besiedelung durch die jungsteinzeitliche Trichterbecherkultur und in der Bronzezeit. Hierzu zählen eine Steinkiste in der Feldmark Rade, die Großsteingräber Daerstorf, Elstorf und auch weitere archäologische Stätten in der Umgebung wie der Archäologische Wanderpfad in der Fischbeker Heide oder diverse Gräber in den Ausläufern der Harburger Berge. Ferner zeugen die Spitzwecken von Ovelgönne von der Aktivität zur Vorrömischen Eisenzeit und weitere Funde bei Daerstorf von einer Siedlung um 770.
Wulmstorf findet 1197 als Vulmersdorpe erstmals im Zusammenhang mit dem Alten Kloster Buxtehude Erwähnung (Bedeutung ‚Siedlung des Wolmar‘), das später eingemeindete Ohlenbüttel bereits 1105 als Oddenebutli.
Die Elstorfer Nicolai-Kirche stammt von etwa 1200. Rübke entstand zum Ende der Hollerkolonisation der Dritten Meile und findet erstmals 1335 Erwähnung. Der Ortsteil Neu Wulmstorf wurde dagegen erst 1835 durch den Daerstorfer Bauern Peter Lohmann nördlich der Landstraße Harburg-Buxtehude (heute B 73) gegründet und wurde früher Voßhausen oder Vosshusen (Fuchshausen) genannt. Die Lutherkirche (Neu Wulmstorf) wurde 1956 erbaut.
Während der Franzosenzeit war Wulmstorf mit 176 Einwohnern nach Moisburg und Elstorf der drittgrößte Ort in der Mairie Moisburg. Das Moorgebiet um den heutigen Bahnhof gen Rübke wurde als Moor bezeichnet; es zählte 25 Einwohner. Die Mairie gehörte zum Département des Bouches de l’Elbe. Ab 1835 entwickelte sich die Besiedlung der Flächen um Daerstorf, Elstorf und Wulmstorf und der Nachbarort Neu Wulmstorf entstand 1835 im Kern aus der Besiedlung des Daerstorfer Knechts und Pächters Peter Lohmann, der bisher in Wulmstorf gearbeitet hatte.

### Bahnhof Daerstorf
Die Niederelbebahn zwischen Harburg und Cuxhaven wurde 1881 zunächst nördlich des Vosshusener Siedlungsgebiets, unterhalb der Geest und ohne einen Halt in nächster Nähe eröffnet. Unter anderem durch den Bau der Strecke selbst und den Bezug von Sand und Kies für den Bahndamm aus den Wulmstorfer Sandgruben wuchs die Siedlung Neu Wulmstorf, und so entstand der Bedarf nach einer Haltestelle. 1200 Meter westlich lag der Bahnanschluss Kiesgrube Ketzendorf die südlich der Hamburger Chaussee (heute B 73) liegt. Nach einer Mitfinanzierung durch die Gemeinde wurde der Haltepunkt Daerstorf 1904 nördlich des heutigen Neu Wulmstorfs auf einer Exklave errichtet, die zu Daerstorf gehörte. Er wurde am 5. Januar 1905 eröffnet und erhielt ein kleines Empfangsgebäude. Im Jahr 1908 wurde der Bahnhof Daerstorf in den Tarif für Steinkohlentransporte einbezogen.
In den ersten Jahren nach Eröffnung der Station gab es in der Nähe nur wenige Häuser. Daher belebte das 1910 von Hans Joachim Lohmann aus Ketzendorf eröffnete Gasthaus zum Bahnhof das Geschehen. Ein reger Warenverkehr führte 1915 zur Einrichtung eines Güterverladegleises und Lohmann richtete eine gebührenpflichtige Güterwaage ein. Das Verladegleis war bis 2001 regelmäßig im Betrieb.
Am Ende des Zweiten Weltkriegs rückten englische Truppen bis auf den Wesenberg vor, von wo aus sie das Elbtal gut einsehen konnten und am 21. April 1945 einen munitionsbeladenen Militärzug bei der Fahrt von Buxtehude nach Harburg kurz hinter dem Bahnhof in Brand schossen.
Das ursprüngliche Bahnhofsgebäude, ein Fachwerkbau aus der Eröffnungszeit der Station, wurde in den 1950er Jahren durch einen Neubau ersetzt.

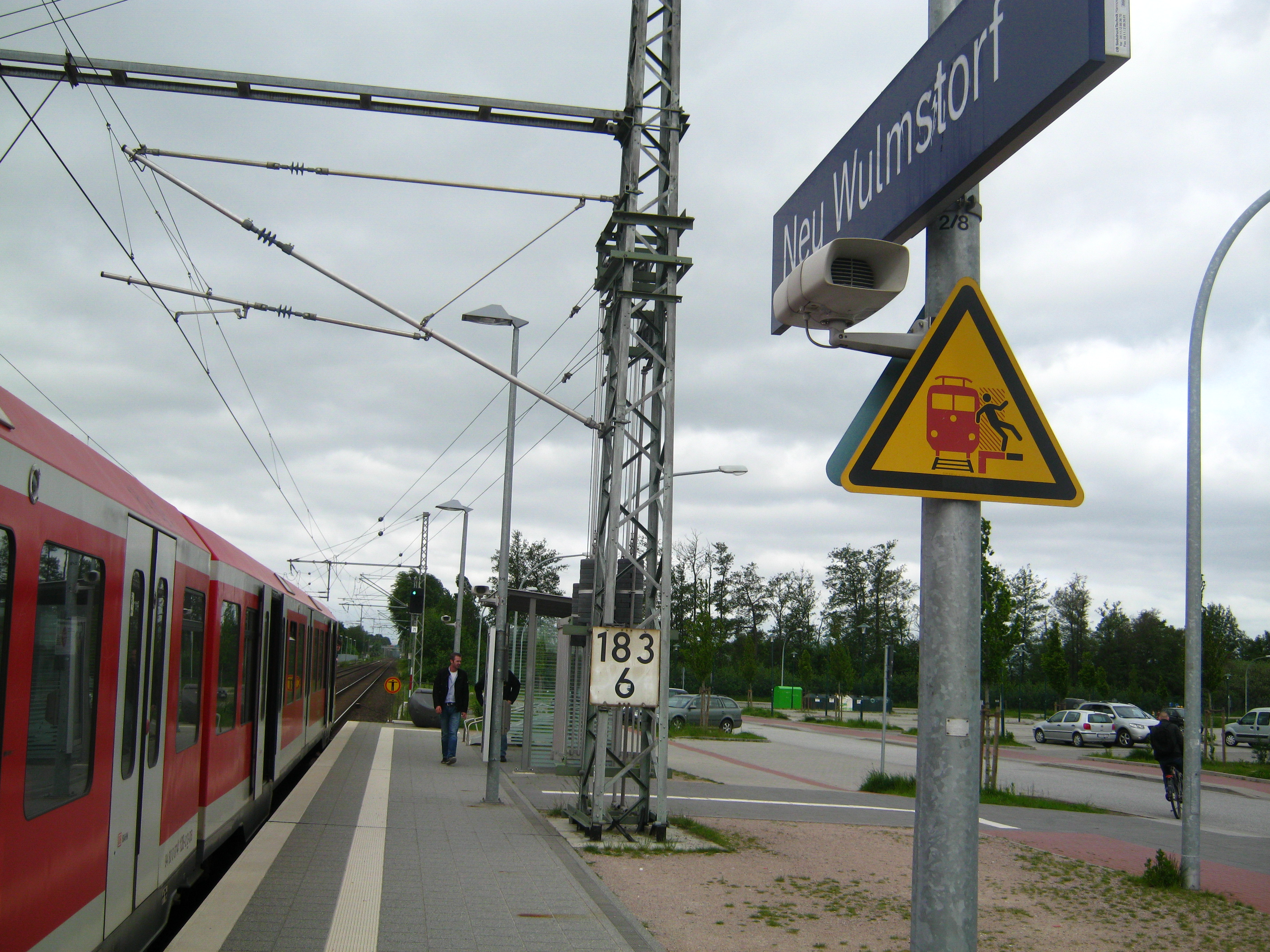
Haltepunkt Neu Wulmstorf, nördlicher Bahnsteig (2013)

Zur Anbindung an das Hamburger S-Bahnnetz wurde der Bahnhof 2007 erheblich umgestaltet. Der beschrankte Bahnübergang wurde durch Unterführungen für Straßenverkehr und Fußgänger bzw. Radfahrer ersetzt, das alte Wärterhaus und das Empfangsgebäude aus den 1950er Jahren wurden abgerissen, die Bahnsteige verlängert und nach Westen verlegt. Weiterhin wurden in den folgenden Jahren eine Buskehre, ein Kiosk, Bike-and-ride-Fahrradunterstände und Park-and-ride-Parkplätze eingerichtet. Hierbei wurde im April 2007 die Weiche zum Anschluss des kaserneneigenen Bahnhofs der 2005 aufgelösten Röttiger-Kaserne auf Hamburger Gebiet ausgebaut.
Bis 2007 wurde der Bahnhof von Regionalzügen der Deutschen Bahn und der EVB angefahren. Seit dem 9. Dezember 2007 wird der Haltepunkt von den Zügen der S-Bahn Hamburg bedient. Mehrfach gab es seitdem Vorschläge für eine Verdichtung des Angebots.
Seit der Eingemeindung Daerstorfs 1970 trägt der Haltepunkt den Namen Neu Wulmstorf. Er liegt heute ca. 600 Meter (⊙) vor der Landesgrenze zu Hamburg in Niedersachsen auf der Strecke der Niederelbebahn (KBS 121 / km 183,50) und hat zwei Bahnsteiggleise.
Das Lohmannsche Gasthaus wechselte seinen Namen mehrmals, hieß zuletzt Schimmelreiter, stand seit mindestens 1999 leer und verfiel zusehends, bevor es 2011 nach Brandstiftung abgerissen wurde. 2016 wurde auf dem Gelände ein Neubau mit Wohnungen und Geschäften errichtet.
| Linie | Verlauf |
| ----- | --- |
| S 5   | Elbgaustraße – Eidelstedt – Stellingen (Arenen) – Langenfelde – Diebsteich – Holstenstraße – Sternschanze – Dammtor – Hauptbahnhof \ Hauptstrecke – Hammerbrook (City Süd) – Elbbrücken – Veddel (BallinStadt) – Wilhelmsburg – Harburg – Harburg Rathaus – Heimfeld (TU Hamburg) – Neuwiedenthal – Neugraben – Fischbek – Neu Wulmstorf – Buxtehude – Neukloster – Horneburg – Dollern – Agathenburg – Stade / in Tagesrandzeiten – Berliner Tor |

### Siedlungsausbau
Nach dem Zweiten Weltkrieg wurden südlich der Bundesstraße große Wohngebiete von Heimatvertriebenen gegründet. Die ersten bewohnbaren Keller entstanden ab 1949 auf ehemaligen Wehrmachtsgelände. Da diese nur wenig aus dem Boden ragten und mit notdürftigen Dächern versehen waren, nannte man diese erste Siedlung Maulwurfshausen. Später entstanden hieraus vollwertige Häuser und bis 1957 die Heidesiedlung, unter anderem durch die Norddeutsche Siedlungsgesellschaft Hamburg. Von der Herkunft der Siedler zeugen die Straßennamen (u. a. Königsberger, Marienburger, Breslauer, Danziger Straße).

### Neuere Geschichte
Bis 1957 stieg die Einwohnerzahl bis auf 3500 Einwohner an. Ab 1959 übernahm die Bundeswehr den Standort Röttiger-Kaserne und baute ihn zum größten Standort in Hamburg aus. In der Folge zogen zahlreiche Bundeswehrangehörige mit ihren Familien in die Wohngebiete Postweg und Schillerstraße/Goethestraße.
Bei der Sturmflut 1962 war Rübke durch Überflutungen, in Folge großer Deichbrüche im Bereich Süderelbe zwischen Neuenfelde und Harburg betroffen.
Ab 1966 wurde eine der Kiesgruben als Mülldeponie genutzt und 1986 geschlossen. Sie hat ein Abfallvolumen von 3,4 Millionen Kubikmeter auf einer Fläche von 32 ha und wurde 1995–1997 von dem Betreiber Stadtreinigung Hamburg abgedichtet und mit einem Blockheizkraftwerk für das anfallende Deponiegas ausgestattet. In den Jahren 2001–2002 wurden auf ihr drei Windkraftanlagen und im August 2005 eine Solarstromanlage mit einer Spitzenleistung von 500 Kilowatt (kWp) errichtet (siehe SunEnergy Europe#Großprojekte). Die Fläche der Photovoltaikanlage wurde 2010 verdoppelt. Zusammen liefern diese 5,6 Millionen Kilowattstunden Ökostrom jährlich (Stand 2012). Das entspricht etwa dem Verbrauch von 1.800 Zwei-Personen-Privathaushalten.
Am 3. Januar 2017 knickte eine der Windkraftanlagen bei Windstärke 4 (in Böen 6) ab.
Seit 1990/1995 wurde die Bahnhofstraße zu einem Ortszentrum mit Rathaus und Einkaufspassage entwickelt.
Der Ort wollte 2004, unter dem damaligen Bürgermeister Schadwinkel (CDU), mit parteiübergreifender Zustimmung, die Stadtrechte beantragen, allerdings stimmten die Bürger mit 71,2 % gegen die Ernennung zur Stadt.
2007 wurde nach Umbau des Bahnhofs nördlich der Bahn weitere Wohngebiete erschlossen. In Vorbereitung auf die A26 wurde die B3n als Ortsumgehung weiter westlich an die B73 angeschlossen. Die Arbeiten für den dritten Bauabschnitt der A26 begannen Ende 2013. Dieser soll 2020 fertiggestellt sein und dann die Strecke von Stade hier enden lassen, bis die Weiterführung auf Hamburger Gebiet diese dann an die A7 und A1 anschließt.
2013 gab die Gemeinde ein umfangreiches Zukunftskonzept mit dem Titel Neu Wulmstorf 2025 in Auftrag. Im Rahmen des Konzepts wurde eine Zielvorstellung zur Entwicklung der Ortschaften und Infrastruktur erarbeitet. Die Ergebnisse wurden am 11. Juni 2014 vorgelegt. Als Haupteinflussfaktoren werden bis 2015 der demografische Wandel, veränderte Verkehrsströme (A26, B73, B3n), die Auswirkungen aus beidem und Sanierungsbedarf gesehen. Es wird davon ausgegangen, dass die Bevölkerung insgesamt leicht ansteigt, aber in den autobahnnahen Orten Rade und Rübke um bis zu 25 % abnehmen wird. Aus den Konzeptergebnissen wurden konkrete Projekte abgeleitet, die die Gemeinde unter diesem Wandel attraktiver machen soll.

### Eingemeindungen und Umbenennung
Nachdem am 1. Mai 1964 die Enklaven „Bredenheide“ (Ketzendorf) und „Elstorfer Moor“ (Elstorf) in die Gemeinde eingegliedert worden waren, erfolgte etwa ein halbes Jahr später am 11. Dezember 1964 die Erweiterung des Namens zu Neu Wulmstorf. Mit der Eingemeindung von Daerstorf am 1. Januar 1970 stieg die Einwohnerzahl auf 7.733. Bis dahin lag nördlich des Grenzwegs noch dessen Ortsteil Daerstorf–Bahnhof.
Im Zuge der Gebietsreform entstand am 1. Juli 1972 durch den Anschluss der vormals eigenständigen Gemeinden Elstorf, Schwiederstorf, Rade, Rübke sowie Gebietsteilen der Gemeinde Ketzendorf mit damals etwa 50 Einwohnern die heutige Einheitsgemeinde Neu Wulmstorf.

### Einwohnerentwicklung
Einwohnerentwicklung der Gemeinde Neu Wulmstorf (bis 1972 inklusive der vormals eigenständigen Gemeinden).
|           | 1812 | 1910  | 1925  | 1933  | 1939  | 1961  | 1970   | 1973   | 1980   | 1990   | 2000   | 2010   | 2020   | 2021   | 2022   | 2024   |
| --------- | ---- | ----- | ----- | ----- | ----- | ----- | ------ | ------ | ------ | ------ | ------ | ------ | ------ | ------ | ------ | ------ |
| Insgesamt | 176  | 1.520 | 1.802 | 1.965 | 2.042 | 6.754 | 10.011 | 11.362 | 12.666 | 14.981 | 19.783 | 20.721 | 21.395 | 21.499 | 22.210 | 23.446 |

#### Historische Einwohnerzahlen auf dem heutigen Gebiet der Gemeinde
Einwohnerzahlen der Gemeinden auf dem heutigen Gebiet der Einheitsgemeinde Neu Wulmstorf:
| Gemeinde       | 1910  | 1925  | 1933  | 1939  |
| -------------- | ----- | ----- | ----- | ----- |
| Ardestorf      | 79    |       |       |       |
| Daerstorf      | 132   | 153   | 132   | 144   |
| Elstorf        | 445   | 448   | 524   | 493   |
| Rade           |       | 225   | 246   | 245   |
| Rübke          | 353   | 397   | 399   | 350   |
| Schwiederstorf | 163   | 171   | 174   | 248   |
| Wulmstorf      | 348   | 408   | 490   | 562   |
| Gesamt         | 1.520 | 1.802 | 1.965 | 2.042 |

## Politik
Neu Wulmstorf gehört zum Landtagswahlkreis 51 Seevetal und zum Bundestagswahlkreis 36 Harburg.

### Gemeinderat
Der Rat der Gemeinde Neu Wulmstorf besteht aus 34 Ratsfrauen und Ratsherren. Dies ist die festgelegte Anzahl für eine Gemeinde mit einer Einwohnerzahl zwischen 20.001 und 25.000 Einwohnern. Die Ratsmitglieder werden durch eine Kommunalwahl für jeweils fünf Jahre gewählt. Die aktuelle Amtszeit begann am 1. November 2021 und endet am 31. Oktober 2026.
Stimmberechtigt im Rat der Gemeinde ist außerdem der hauptamtliche Bürgermeister.
Aus dem Ergebnis der Kommunalwahl 2021 ergab sich folgende Sitzverteilung:
| Sitzverteilung im Gemeinderat (ab Nov. 2021)Insgesamt 34 Sitze - Linke: 1 - Grüne: 4 - SPD: 15 - FDP: 2 - UWG: 4 - CDU: 7 - AfD: 1 |

### Bürgermeister
Tobias Handtke (SPD) ist seit 2021 hauptamtlicher Bürgermeister Neu Wulmstorfs.

#### Bürgermeister, Gemeindevorsteher
| Name                         | Amtszeit             | Amtszeit           |
| Christian Peters             | 1862 –               | 30. Mai 1865       |
| Peter Mojen                  | 1. Juni 1865 –       | 21. April 1871     |
| Peter Meyer                  | 22. April 1871 –     | 31. Mai 1877       |
| Heinrich Martens             | 1. Juni 1877 –       | 2. Mai 1883        |
| Johann Lohmann               | 3. Mai 1883 –        | 16. Mai 1895       |
| Wilhelm Peters               | 17. Mai 1895 –       | 16. März 1905      |
| Peter Meyer                  | 1. Juni 1901 –       | 5. April 1913      |
| Peter Mojen                  | 6. April 1913 –      | 20. April 1916     |
| Heinrich Martens             | 20. Juni 1916 –      | 26. Juni 1919      |
| Wilhelm Hillermann           | 27. Juni 1919 –      | 29. September 1933 |
| Ernst Peters                 | 29. September 1933 – | Mai 1945           |
| Wilhelm Hillermann           | Mai 1945 –           | 19. April 1946     |
| Otto Hauschild               | 19. April 1946 –     | 17. Dezember 1948  |
| Ernst Peters                 | 17. Dezember 1948 –  | 14. Dezember 1954  |
| Karl Marin                   | 14. Dezember 1954 –  | 16. Oktober 1964   |
| Heinz Wanke                  | 16. Oktober 1964 –   | 22. Oktober 1968   |
| Karl Marin                   | 22. Oktober 1968 –   | 19. Februar 1969   |
| Klaus Hansen                 | 19. Februar 1969 –   | 9. Januar 1970     |
| Karl Marin                   | 10. April 1970 –     | 16. November 1972  |
| Heinrich Sturke              | 16. November 1972 –  | 1. November 1976   |
| Werner Meyn                  | 11. November 1976 –  | 30. April 1979     |
| Erich Kanebley               | 16. Mai 1979 –       | 31. Dezember 1994  |
| Gerhard Peters               | 1. Januar 1995 –     | 21. November 1996  |
| Gerhard Bachmann             | 21. November 1996 –  | 10. Oktober 2000   |
| Günter Schadwinkel           | 10. Oktober 2000 –   | 2006               |
| Wolf-Egbert Rosenzweig (SPD) | 2006 –               | 31. Oktober 2021   |
| Tobias Handtke (SPD)         | 1. November 2021 –   |                    |

#### Gemeindedirektoren
| Amtszeit       | Amtszeit            | Amtszeit        |
| -------------- | ------------------- | --------------- |
| August Bisping | 1. September 1961 – | 31. August 1979 |
| Jürgen Badur   | 1. September 1979 – | 30. Juni 2000   |

### Wappen
| Wappen von Neu Wulmstorf | Blasonierung: „Das Wappen der Gemeinde Neu Wulmstorf zeigt einen goldenen (gelben) Schild, auf dem sich eine nach oben gerichtete blaue Spitze befindet, die mit einem silbernen (weißen) Ring belegt ist.“ |
| Wappen von Neu Wulmstorf | Wappenbegründung: Die blaue Spitze symbolisiert das Aufstreben der Gemeinde, der silberne Ring Verkehr und Bewegung als Antrieb für das Aufstreben der Gemeinde. Die Farben Gold, Blau und Silber sind dem Wappen des Kreises entnommen und deuten auf die geographische Lage der Gemeinde hin. Es wurde bei der Umbenennung der Gemeinde in Neu Wulmstorf am 11. Dezember 1964 eingeführt. Ein vorheriges Wappen der Gemeinde Wulmstorf ist nicht nachweisbar. |

### Flagge
|  | 00Hissflagge: „Die Flagge der Gemeinde Neu Wulmstorf ist blau-gold (gelb) mit in der Mitte aufgesetztem Gemeindewappen.“ |

### Siegel
|  | 00Gemeindesiegel: „Das Dienstsiegel führt in der Mitte das Gemeindewappen und enthält die Umschrift ‚Gemeinde Neu Wulmstorf, Landkreis Harburg‘.“ |

### Gemeindepartnerschaften
Neu Wulmstorf unterhält eine Städtepartnerschaft mit dem ungarischen Nyergesújfalu.
Neu Wulmstorf ist Mitglied des Regionalparks Rosengarten zur Regionalen Entwicklung zusammen mit der Nachbargemeinde Rosengarten, der Stadt Buchholz, der Samtgemeinde Hollenstedt, dem Landkreis Harburg und der Stadt Hamburg.

## Kultur und Sehenswürdigkeiten

### Musik
Einmal jährlich findet das Metal Bash Open Air, gewöhnlich am ersten Wochenende im Mai, auf der Neu Wulmstorfer Schützenanlage statt.
Seit über 30 Jahren besteht der Gospel-Chor Joy’n Music.

### Sport
- Hallenbad Neu Wulmstorf
- Freibad Neu Wulmstorf
- Minigolfanlage
- BSC Neu Wulmstorf
- TVV Neu Wulmstorf
- TSV Elstorf
- MSC Elstorf Motocross

### Vereine
Im Rahmen des Neu Wulmstorfer Vereine und Initiativen Treffs präsentieren diese jährlich ihre Angebote und werben neue Mitglieder.
- FF Neu Wulmstorf
- DLRG Neu Wulmstorf
- Schützenverein Neu Wulmstorf von 1952 e. V.
- 1. Minigolf Sport Club (MSC) Hamburg – Neu Wulmstorf 1965 e. V.[41]
- Gewerbeverein Neu Wulmstorf e. V.[42]
- Evangelische Jugend

### Natur
Neu Wulmstorf befindet sich in direkter Nachbarschaft einiger besonderer Naherholungsgebiete und Naturschutzgebiete (NSG):
- Altes Land
- Harburger Berge
- Moorgürtel (NSG und EU-Vogelschutzgebiet)
- Moore bei Buxtehude (NSG und EU-Vogelschutzgebiet)
- Buchenwälder im Rosengarten (NSG und FFH-Gebiet)
- Fischbeker Heide (NSG und FFH-Gebiet)
- Rosengarten – Kiekeberg – Stuvenwald (Landschaftsschutzgebiet (LSG))
- Buxtehuder Geestrand (LSG)

## Wirtschaft und Infrastruktur
Der Wirtschaftsstandort Neu Wulmstorf hat ca 3850 Beschäftigte; neben zahlreichen Kleinbetrieben gibt es auch Logistikbetriebe und -flächen. So hat z. B. das Unternehmen Jack Wolfskin sein europäisches Zentrallager mit einer Gesamtfläche von ca. 30.000 m² in Neu Wulmstorf. Ebenso beliefert McDonald’s von hier seine norddeutschen Filialen. Der Metallhändler Voß Edelstahlhandel, eine Tochter der K.D. Feddersen-Gruppe, hat ebenso seinen Sitz in Neu Wulmstorf. An der Anschlussstelle Rade der Bundesautobahn 1 baut das Düsseldorfer Immobilienunternehmen Habacker Holding ein großes Gewerbegebiet („Logpark Hamburg“). Die Gemeinde plant, den Hauptort über die Bahnlinie hinaus in die Moorgebiete hinein zu vergrößern. Ein entsprechendes Baugebiet ist ausgewiesen und drei von vier Bauabschnitten wurden bereits erschlossen.
In einer der ältesten Gaststätten Neu Wulmstorfs, dem seit 1857 bestehenden Dorfkrug, wurde 2004 eine Salatsauce kreiert, aus der die bekannte Sylter Salatfrische hervorgegangen ist, die seit 2007 in einem neuen Neu Wulmstorfer Produktionsbetrieb hergestellt wird.

### Verkehr
Neu Wulmstorf hat einen Bahnhof an der Eisenbahnstrecke Hamburg-Harburg–Cuxhaven (Niederelbebahn), der seit Dezember 2007 als Haltepunkt der Hamburger S-Bahn betrieben wird.
| Linie | Verlauf |
| ----- | --- |
| S 5   | Elbgaustraße – Eidelstedt – Stellingen (Arenen) – Langenfelde – Diebsteich – Holstenstraße – Sternschanze – Dammtor – Hauptbahnhof \ Hauptstrecke – Hammerbrook (City Süd) – Elbbrücken – Veddel (BallinStadt) – Wilhelmsburg – Harburg – Harburg Rathaus – Heimfeld (TU Hamburg) – Neuwiedenthal – Neugraben – Fischbek – Neu Wulmstorf – Buxtehude – Neukloster – Horneburg – Dollern – Agathenburg – Stade / in Tagesrandzeiten – Berliner Tor |

Über Buslinien bestehen Anbindungen nach Buchholz, Heber, Regesbostel, Heidenau, Tostedt, Wistedt, Hamburg-Neugraben-Fischbek und zum AIRBUS Werkgelände (Finkenwerder).
Für den Straßenverkehr besteht im Süden der Gemeinde über die Anschlussstelle Rade eine Anbindung an die A 1. Mit der geplanten A 26 von Stade nach Hamburg wird die Gemeinde weiter erschlossen. Weitere Fernverkehrsstraßen sind die Bundesstraße 73 und die Bundesstraße 3. Neu hinzugekommen ist 2011 die Ortsumgehung B3n, die zukünftig die A26 mit der B3 verbinden soll, hierzu ist ein Ausbau der B3n bis nach Elstorf/Bachheide geplant.

### Kommunikation
Der Kernort Neu Wulmstorf ist weitgehend über VDSL erschlossen. Glasfaser ist im Großteil des Ortes verfügbar. Kabelfernsehen ist im gesamten Ort verfügbar und Internet hierüber möglich. Des Weiteren sind im Ort einzelne kommerzielle und private offene WLAN-Hot-Spots verfügbar.

### Bildung bzw. Schulen
Die Gemeinde verfügt über drei Krippen, zehn Kindergärten und eine Tageseinrichtung zur Betreuung Sechs- bis Zwölfjähriger. Des Weiteren gibt es drei Grundschulen in Neu Wulmstorf und Elstorf, ein Gymnasium, eine Haupt- und eine Realschule. Die nächsten berufsbildenden Schulen befinden sich in Buxtehude und Buchholz.
- Gymnasium Neu Wulmstorf[47]
- Oberschule Neu Wulmstorf[48]
- Grundschule am Moor[49]
- Grundschule an der Heide[50]
- Grundschule Elstorf[51]

### Feuerwehr
Die Feuerwehr Neu Wulmstorf besteht aus vier Freiwilligen Feuerwehren in
- Rübke,
- Neu Wulmstorf[53],
- Elstorf[54] und
- Rade.[55]

## Persönlichkeiten
- Günter Dammann (1941–2021), deutscher Germanist und Hochschullehrer, lebte in Neu Wulmstorf
- Julia Wegner (* 1967), Pop- und Schlagersängerin; in Neu Wulmstorf geboren
- Martin Buschmann (* 1970), parteiloser Politiker; lebt in Neu Wulmstorf
- Daniel O’Sullivan (* 1971), Richter, war Ratsherr in Neu Wulmstorf
- Alexander Böhm (* 1989), Webvideoproduzent, lebt in Neu Wulmstorf

## Sonstiges
- Neu Wulmstorf ist Schauplatz der NDR-Comedyserie Jennifer – Sehnsucht nach was Besseres.
- Von 1967 bis 1975 stand in Neu Wulmstorf die am 6. Juni 1967 ausgemusterte Super Constellation (c/n 4605) der Variante L-1049G die vorher zwölf Jahre bei der Lufthansa als D-ALOP im Betrieb war. In ihr wurde das „Flug-Café“ betrieben.[56][57][58]